# Hongzhi-kejsaren
Hongzhi-kejsaren (弘治帝, regeringstid: 1470–1505) var en kinesisk kejsare under Mingdynastin. Hans ursprungliga namn var Zhu Youtang (kinesiska: 朱祐樘?, pinyin: Zhū Yòutáng), namnet Hongzhi kommer av namnet på hans regeringsperiod, Hóngzhì (弘治). I Kina går han dessutom under sitt postuma namn Jìngdì (敬帝) och sitt så kallade tempelnamn, Xiàozōng (孝宗). 
Hongzhi gifte sig bara en gång, med kejsarinnan Zhang, och hade inga konkubiner. Därmed är han den ende monogame kejsaren i Kinas historia. Han efterträddes av sin son, Zhengde-kejsaren.